# Exército de Defesa de Artsaque
O Exército de Defesa de Artsaque, oficialmente Exército de Defesa da República de Artsaque (em armênio/arménio:  Արցախի Հանրապետության Պաշտպանության բանակ) foi fundado oficialmente em 9 de maio de 1992 como a força de defesa formal da República de Artsaque, reunindo unidades de autodefesa até então desorganizadas, formadas no início da década de 1990 como forma de proteger a população armênia do território, na região do Alto Carabaque, dos ataques das forças soviéticas e azeris. O Exército de Defesa de Artsaque contava com cerca de 18.500 a 25.000 oficiais e soldados, relativamente bem-treinados e equipados, e consistia de infantaria, artilharia, tanques e defesa antiaérea.
Como resultado dos combates em setembro de 2023, as autoridades da República de Artsaque concordaram com a dissolução e o desarmamento completo das suas formações militares e com a retirada de equipamento pesado e armas do território do Alto Carabaque. O processo de desarmamento, com o apoio das forças de paz russas, ocorreu sem incidentes graves ou tiroteios.

## História

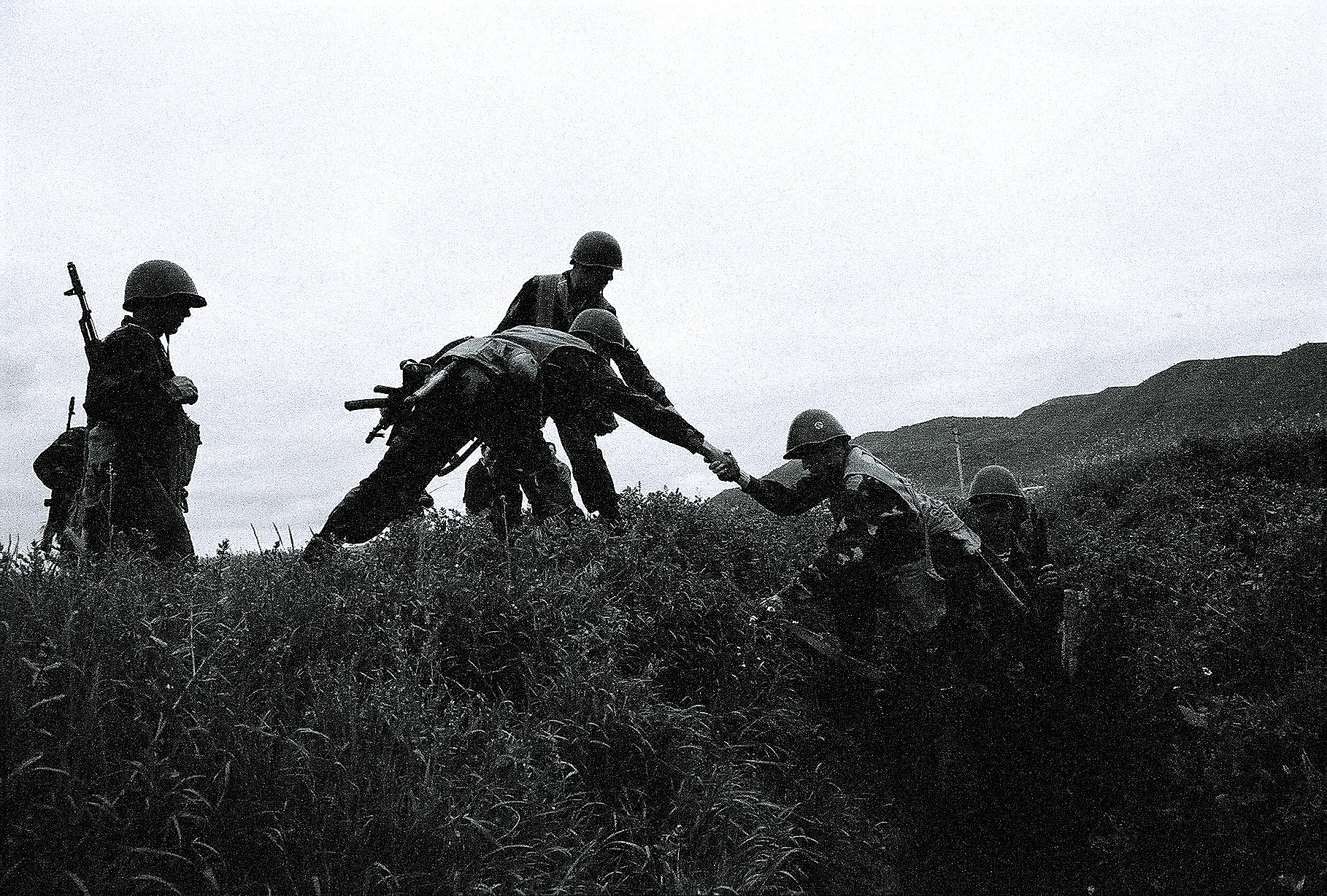
Militares de 8º Regimento do Exército de Defesa do Alto Carabaque saindo de uma trincheira durante operações (Agdam, 1992).

A formação principal do Exército de Artsaque estava no conceito de Jokat (destacamentos voluntários). Com o início das hostilidades, a os meados de 1992, os cidadãos armênios de Artsaque começaram a formar pequenos destacamentos de voluntários, conhecidos como Fedayeenes, herdando o nome dos guerrilheiros que formaram a resistência contra a invasão do Império Otomano a Arménia, nas décadas finais do século XIX e primeiras décadas do século XX.
Inicialmente, estes destacamentos eram pequenos grupos de não mais de 12 a 40 homens. Por exemplo, durante a Operação Anel, em 1991, a região de Shahumyan foi defendida por uma força irregular formada por pouco mais que 22 homens, sob o comando de Tatul Krpeyan. Esta milícia voluntária inicialmente se armava com o equipamento que tinha disponível em mãos, incluindo espingardas de caça e rifles de fabricação caseira. 
Com o tempo, estas unidades conseguiram dispor de fuzis automáticos apreendidos (normalmente, fuzis AKM, de procedência soviética) , RPG-7 e MANPADs, transformando a limitada milícia voluntaria em uma força altamente móvel e flexível que foi capaz de travar uma guerra de guerrilha. Improvisação, multi- funcionalidade, criatividade, força de ânimo, o foco em táticas defensivas, adaptação, flexibilidade e alta mobilidade e conhecimento nativo do terreno montanhoso são fatores importantes na compreensão do sucesso de combate destas pequenas unidades. Inicialmente, essas unidades, não dispunham de equipamento militar pesado, como blindados e artilharia, porém, com o desenrolar dos combates, a força começou a apreender grandes quantidades de blindados do Azerbaijão e outros blindados que foram abandonados no campo de batalha. Com a saída das tropas soviéticas e o fim da União Soviética, em 1991, muito equipamento militar, que incluía blindados e peças de artilharia, foi conseguido por militares do Alto Carabaque.  A maioria desses blindados capturados mais tarde tornou-se parte do equipamento do Exército de Defesa do Alto Carabaque.
O objetivo inicial destes destacamentos voluntários, era defender a população civil armênia da região de agressões soviéticas, cada um em uma determinada aldeia ou cidade. Cada um deles estava operando de forma independente, sem um comando central ou liderança. No entanto, com o tempo, estas unidades iriam colaborar regularmente em operações conjuntas, como a batalha de Khojaly em fevereiro de 1992 ou em junho de 1992, com a contra-ofensiva surpresa durante a operação Goranboy. 
A escala e a intensidade dos ataques azeris iam aumentando com o tempo, e a devastação causada pelos bombardeios que emanavam de lançadores múltiplos de foguetes Grad em Shushi e Lachin, e o bloqueio armênio havia ampliado o conceito de segurança para além da defesa territorial de pequenas aldeias. Com a captura de Shushi e Lachin, bem como virar a maré da operação Goranboy, fez as forças de defesa se tornarem, para os armênios, não apenas uma questão de segurança, mas que de sobrevivência, e para o bom desenrolar das operações em grande escala, eles teriam que unir todos os destacamentos sob um único comando.
Em 9 de maio de 1992, foi fundado o Exército de Defesa do Alto Carabaque, sendo ele "seu próprio comando central e estrutura militar distinta do exército armênio". Em seus fundadores incluí: Robert Kocharyan (ex-presidente da Armênia, ele foi o primeiro comandante-em-chefe do Exército); Serzh Sargsyan (atual presidente da Armênia); Vazgen Sargsyan (Ministro da Defesa da Armênia de 1992 a 1993, Ministro de Estado da Armênia de 1993 a 1995 e Primeiro-ministro da Arménia de  1998 a 1999); Monte Melkonian (responsável pela região de Martuni); Samvel Babayan (Ministro da Defesa do Alto Carabaque de 1994 a 2000) entre outros.
O papel principal do Exército de Defesa do Alto Carabaque após o fim da Guerra do Alto Carabaque, em 1994, foi a proteção da República do Guerra do Alto Carabaque de ameaças externas e internas. Mesmo com o fim da guerra, resultado da assinatura de um cessar-fogo entre a Armênia e o Azerbaijão e a independência de facto do Alto Carabaque, o Governo azeri repetidamente ameaçou reiniciar as hostilidades para retomar a região. As violações do cessar-fogo ao longo da fronteira foram freqüentes e muitas vezes resultaram na morte de vários militares e civis a cada ano. A quebra mais significativa do cessar-fogo ocorreu em Mardakert, em 4 de março de 2008, quando doze militares armênios e do Alto Carabaque e quatro militares azeris foram mortos em tiroteios na cidade fronteiriça. Ambos os lados acusam o outro de começar a batalha. Entre junho e setembro de 2010, houve novos confrontos na região de Mardakert, entre tropas armênias e do azeris ao longo da fronteira, resultando na morte de quatro militares armênios e três militares azeris. 

## Desarmamento
De 19 a 20 de setembro de 2023, como resultado de operações militares contra as forças da República de Artsaque no Alto Carabaque, o Azerbaijão alcançou o controle total da região em 24 horas. Os representantes da República de Artsaque anunciaram um cessar-fogo em condições que constituem essencialmente um ato de rendição da república. A República de Artsaque relatou a dissolução e desarmamento completo do seu exército, bem como a retirada de equipamento pesado e armas da região.
Na noite de 22 de setembro, o Ministério da Defesa russo anunciou que as formações armadas de Alto Carabaque, sob o controle das forças de paz russas, começaram a entregar suas armas. O Ministério da Defesa russo informou que até 22 de Setembro, as formações de Carabaque tinham entregue seis unidades de veículos blindados, mais de 800 unidades de armas ligeiras e anti-tanque, e 5.000 unidades de munições.
O processo de desarmamento, com o apoio das forças de manutenção da paz, decorreu sem incidentes graves ou tiroteios.

## Equipamentos

### Forças terrestres

#### Armas de fogo
| Equipamento            | Origem          | Calibre        | Capacidade do carregador | Observações | Imagem   |
| Pistolas               | Pistolas        | Pistolas       | Pistolas                 | Pistolas    | Pistolas |
| ---------------------- | --------------- | -------------- | ------------------------ | ----------- | -------- |
| Makarov PM             | União Soviética | 9x18mm Makarov | 8+1 tiros                |             |          |
| Metralhadoras          |                 |                |                          |             |          |
| PKM                    | União Soviética | 7.62x54mmR     | 100,200 e 250 tiros      |             |          |
| Fuzis                  |                 |                |                          |             |          |
| AK-74                  | União Soviética | 5.45x39mm M74  | 30 tiros                 |             |          |
| AKM                    | União Soviética | 7.62x39mm.     | 30 tiros                 |             |          |
| Lança-granadas foguete |                 |                |                          |             |          |
| RPG-7                  | União Soviética | 85mm.          |                          |             |          |

#### Blindados
| Blindado             | Origem             | Tipo                                     | Versões            | Quantidade         | Imagem             |
| Veículos blindados   | Veículos blindados | Veículos blindados                       | Veículos blindados | Veículos blindados | Veículos blindados |
| -------------------- | ------------------ | ---------------------------------------- | ------------------ | ------------------ | ------------------ |
| T-72                 | União Soviética    | Carro de combate principal               | T-72B              | 316                |                    |
| T-55                 | União Soviética    | Carro de combate principal               | T-55A/T-55M        | 371                |                    |
| BTR-70               | União Soviética    | Veiculo blindado de transporte de tropas | BTR-70             |                    |                    |
| BTR-80               | União Soviética    | Veiculo blindado de transporte de tropas | BTR-80             |                    |                    |
| BMP-1                | União Soviética    | Veiculo de apoio de Infantaria           | BMP-1/BMP-1P       |                    |                    |
| BMP-2                | União Soviética    | Veiculo de apoio de Infantaria           | BMP-2              |                    |                    |
| Artilharia           |                    |                                          |                    |                    |                    |
| BM-21 Grad           | União Soviética    | Lançador múltiplo de foguetes            | 122mm              | 44                 |                    |
| 2A18 (D-30)          | União Soviética    | Obus rebocado                            | 122mm              | 102                |                    |
| 2A36 Giatsint-B      | União Soviética    | Obus rebocado                            | 152mm              | 99                 |                    |
| M1937 (ML-20)        | União Soviética    | Obus rebocado                            | 152mm              | 53                 |                    |
| D-44                 | União Soviética    | Canhão divisional                        | 85mm               |                    |                    |
| Artilharia antiaérea |                    |                                          |                    |                    |                    |
| KS-19                | União Soviética    | Canhão antiaéreo                         | 100 mm             |                    |                    |
| 9K32 Strela-2        | União Soviética    | MANPADS                                  |                    |                    |                    |
| 9K34 Strela-3        | União Soviética    | MANPADS                                  |                    |                    |                    |
| 9K310 Igla-1         | União Soviética    | MANPADS                                  |                    |                    |                    |

### Força aérea
O Exército de Artsaque mantinha uma pequena força aérea, formada por 250 homens e equipada com 16 aeronaves entre asa fixa e asa rotativa.
| Aeronave     | Origem          | Tipo                          | Designação | Quantidade | Foto |
| ------------ | --------------- | ----------------------------- | ---------- | ---------- | ---- |
| Sukhoi Su-25 | União Soviética | Ataque/Apoio aéreo aproximado | Su-25      | 2          |      |
| Mil Mi-24    | União Soviética | Ataque                        |            | 5          |      |
| Mil Mi-8     | União Soviética | Transporte/Emprego geral      | Mi-8T      | 5          |      |
| Krunk UAV    | Armênia         | Veiculo aéreo não-tripulado   |            | 2          |      |